# ジャン＝バティスト・ド・ラ・サール
ジャン＝バティスト・ド・ラ・サール（仏: Jean-Baptiste de La Salle、フランス語発音: [ʒɑ̃ batist də la sal] ジャンバティストゥドゥラサル、1651年4月30日 - 1719年4月7日）は、フランスの宗教家（司祭）・教育者、カトリックの聖人。

## 経歴
パリ近郊のサン・シュルピス教会の神学校 (Séminaire Saint-Sulpice) と、ソルボンヌ大学を卒業して司祭になる。近代教育の先駆者で、当時、西欧では上流階級の子女だけが家庭教師からラテン語による教育をうけるのが一般的だったのに対し、平民のこどもを一堂に集めて学級に分け、日常用語（フランス語）で教育を行うという、現代の学校教育のシステムに通じる革新的な教育法を実践した。また青少年教育に尽力した。
- 寺子屋的な個人指導を廃し、学年（年齢）毎のカリキュラムを設定した。
- 教師による体罰を禁止した。
- 貧しい家庭の学費を免除した。
- これにより，ラ・サールは現代の義務教育の基礎を作ったとも言われる。

当時の迫害はすさまじかった。聖職者でありかつ貴族でもあるラ・サールが、街のこどもに対し平民の教師と教育を施す光景は、教会や一門から見ると、今でいえばストリートチルドレンや行儀の悪いブラザーとつるんでいるようにしか見えなかったようである。
まず、ラ・サールはその件で、ラ・サール家を出なければならなかった。ラ・サールに共感した貴族の子弟アベー・クレモン(Abbe' Clement)が学校を建てるというので融資に応じた件では、返済もされず逆にその父親から未成年をだましたと訴えられて敗訴したため、パリから落ち延びて長らく隠棲しなければならなかった。
さらには、死の床についたときにさえ司祭職をはく奪されるという不名誉を受けた。しかし、ラ・サールの死に際して街の人々は、「聖人が死んだ」と触れ回ったという。
その偉業は、ラ・サールの死後から19世紀になってようやく教会にも理解されるようになり、聖人に列せられた。また20世紀半ば、すべての教育者の守護聖人であると宣言された。

## 年譜
- 1651年 フランス北部ランスにて誕生する。
- 1678年 カトリック司祭になる。
- 1684年 12人の教師とともに青少年の教育を目的とするラ・サール修道会を創立。
- 1685年 フランスのランスに世界初とされる師範学校を設立。
- 1699年 工芸学校設立。
- 1719年 ルーアンにて死去。
- 1888年 福者に列せられる（教皇レオ13世）。
- 1900年 聖人に列せられる（教皇レオ13世）。
- 1950年 すべての教育者の守護聖人と宣言される（教皇ピウス12世）。

## ラ・サール会
現在、ラ・サールの後をつぐ「ラ・サール会（正式名称：キリスト教学校修士会 Frère des Écoles Chrétiennes、本部：ローマ）」は世界中で1,081校を経営し、約6,000人の修道士（ブラザー）がいる（教育のための修道会の中では最大規模）。

### 日本におけるラ・サール会の活動
日本では、函館市に函館ラ・サール学園、鹿児島市にラ・サール学園、仙台市にラ・サール・ホームを経営している。 かつてはラ・サール・ハウスと呼ばれる学生寮が上原と日野にあったが、閉鎖され、日本国内のラ・サール会関連施設は、函館・鹿児島・仙台に集約されている。
- 1932年（昭和7年） ラ・サール会修道士達、カナダ管区モントリオールから函館市に到着（日本におけるラ・サール会の起源）
- 1936年（昭和11年）仙台市に移り外国語学校を経営
- 1948年（昭和23年）仙台市にて児童養護施設、光ケ丘天使園（後のラ・サール・ホーム）を設立
- 1950年（昭和25年） ラ・サール高等学校、鹿児島市に設立
- 1956年（昭和31年） ラ・サール中学校、鹿児島市に設立
- 1960年（昭和35年） 函館ラ・サール高等学校、函館市に設立
- 1999年（平成11年） 函館ラ・サール中学校、函館市に設立